# Simmone Jacobs
Simmone Jacobs (Regne Unit, 5 de setembre de 1966) és una atleta britànica retirada, especialitzada en la prova de 4 x 100 m en la qual va arribar a ser medallista de bronze olímpica el 1984.

## Carrera esportiva
Als JJ.OO. de Los Angeles 1984 hi va guanyar la medalla de bronze en els relleus de 4 x 100 metres, amb un temps de 43.11 segons, arribant a meta després dels Estats Units (or) i Canadà (plata), sent les seves companyes d'equip: Kathy Smallwood-Cook, Beverley Goddard i Heather Hunte.